# Comuna Curtuișeni, Bihor
Curtuișeni (în maghiară: Erkörtvélyes) este o comună în județul Bihor, Crișana, România, formată din satele Curtuișeni (reședința) și Vășad.

## Demografie
Componența etnică a comunei Curtuișeni
     Maghiari (54,77%)
     Romi (26,58%)
     Români (14,74%)
     Alte etnii (0,05%)
     Necunoscută (3,86%)
Componența confesională a comunei Curtuișeni
     Reformați (35,17%)
     Ortodocși (32,27%)
     Romano-catolici (13,7%)
     Baptiști (6,7%)
     Greco-catolici (6,1%)
     Penticostali (1,48%)
     Alte religii (0,66%)
     Necunoscută (3,94%)
Conform recensământului efectuat în 2021, populația comunei Curtuișeni se ridică la 3.657 de locuitori, în scădere față de recensământul anterior din 2011, când fuseseră înregistrați 3.780 de locuitori. Majoritatea locuitorilor sunt maghiari (54,77%), cu minorități de romi (26,58%) și români (14,74%), iar pentru 3,86% nu se cunoaște apartenența etnică. Din punct de vedere confesional, cei mai mulți locuitori sunt reformați (35,17%), cu minorități de ortodocși (32,27%), romano-catolici (13,7%), baptiști (6,7%), greco-catolici (6,1%) și penticostali (1,48%), iar pentru 3,94% nu se cunoaște apartenența confesională.

## Politică și administrație
Comuna Curtuișeni este administrată de un primar și un consiliu local compus din 13 consilieri. Primarul, István Nagy[*], de la Uniunea Democrată Maghiară din România, este în funcție din 2012. Începând cu alegerile locale din 2024, consiliul local are următoarea componență pe partide politice:
|  | Partid                                 | Consilieri | Componența Consiliului | Componența Consiliului | Componența Consiliului | Componența Consiliului | Componența Consiliului | Componența Consiliului |
|  | -------------------------------------- | ---------- | ---------------------- | ---------------------- | ---------------------- | ---------------------- | ---------------------- | ---------------------- |
|  | Uniunea Democrată Maghiară din România | 6          |                        |                        |                        |                        |                        |                        |
|  | Partidul Național Liberal              | 4          |                        |                        |                        |                        |                        |                        |
|  | Partidul Social Democrat               | 3          |                        |                        |                        |                        |                        |                        |

## Personalități născute aici
- Ioan Vancea (1820 - 1892), preot, episcop și mitropolit greco-catolic.